# Французька шістка
Французька шістка (фр. Les Six) — творча група шести французьких композиторів, об'єднаних новаторським підходом до музики. Існувала у 1917—1925 роках. Групу створили учні та послідовники композитора Еріка Саті. Аналогічно «Російськії п'ятірці» (фр. Les cinq), що існувала півстоліттям раніше, учасники групи відстоювали національну специфіку музичної мови проти іноземних впливів — у цьому випадку, проти пізнього вагнеріанства й шенбергівської атональності.
До складу групи входили:

Кокто представляє Еріку Саті групу «Шістка» (карикатура з газети 1921)

- Жорж Орік (Georges Auric) — (1899—1983)
- Луї Дюрей (Louis Durey) — (1888—1979)
- Артур Онеґґер (Arthur Honegger) — (1892—1955)
- Даріус Мійо (Darius Milhaud) — (1892—1974)
- Франсіс Пуленк (Francis Poulenc) — (1899—1963)
- Жермен Тайфер (Germaine Tailleferre) — (1892—1983) (єдина жінка у групі)

## Створення групи
Ідейним натхненником, старшим товаришем групи вважався композитор Ерік Саті саме він намагався зібрати у групу «Нові молоді» (фр. Les Nouveaux Jeunes) ще 1917 року. Так, ще в червні 1917 року (майже за чотири роки до маніфесту «Шістки») під егідою Еріка Саті в Парижі відбувся спільний концерт, що містив у собі сюїту з балета «Парад» (Саті), фортепіанне тріо Жоржа Оріка й «Дзвони» Луї Дюрея. У різних комбінаціях імен і творів такі концерти відбувалися регулярно. Однак потім різні особисті обставини й конфлікти цьому перешкодили, і роль ідейного натхненника молодих композиторів перейшла до Жана Кокто, що, на думку деяких фахівців, і інспірував статтю Колле. При цьому практично всі члени групи «Шести» неодноразово у своєму житті заявляли про деяку умовність цього об'єднання, зробленого в суто рекламних, газетних цілях. Так, в силу чистої випадковості до групи не був «зарахований» Жак Ібер або Ролан Манюель, молоді композитори, дуже близькі за духом до «Шістки» й Еріка Саті, що неодноразово виступали разом з ними у загальних акціях та концертах.

## Естетика та діяльність
Спочатку з усієї музики старшого покоління члени «Шістки» визнають для себе цінною творчу спадщину лише двох композиторів — Ігоря Стравінського та Еріка Саті, з яким у більшості з них склалися свої особливі, часто дуже складні й навіть конфліктні стосунки. Зокрема відправними точками творчого шляху шістки вважають «реалістичний балет» «Парад» (1917), своєрідний маніфест хльосткого примітивізму, в якому відчутний вплив «Весни Священної» І.Стравінського, а також кантату «Сократ» (1918), один з перших зразків неокласицизму. Іншим яскравим захопленням молодих композиторів групи став американський джаз, що проникнув у Францію після 1918 року.

«Шістка» і Жан Кокто, Париж, 1951 рік.

Протягом майже десятка років Жан Кокто, фактично незалежно від членів «Шістки» продовжував активно просувати ідеологію цієї напівуяваної групи. Майже дослівно повторюючи легендарну тезу Саті про утилітарне значення музики, що «…повинна бути непомітною, як шпалери й зручною, як меблі в кімнаті», Кокто вигукує: «Музика не завжди буває гондолою…, іноді вона повинна ставати стільцем». І це не просто епатаж, але ідеологічна теза, відповідно до якої музика повинна опуститися до повсякденності на противагу урочистому й піднесеному відношенню старшого покоління до призначення мистецтва. «Нам потрібний музичний хліб!» — вимагає Кокто. І Даріус Мійо у своїх «Етюдах» майже дослівно повторює його слова: «Хліба замість ананасів!»
В той же час більшість учасників групи заперечували наявність спільних ідеологічних засад в групі. Зокрема у 1949 році один із її учасників, Даріус Мійо писав:

| «...Анрі Колле хаотично вибрав шість імен: Оріка, Дюрея, Онеггера, Пуленка, Тайефер і моє власне, просто тому, що ми знали один одного, були добрими товаришами й фігурували в тих самих концертних програмах, - не зваживши на те, що у нас зовсім різні темпераменти і жодної подібності в натурах! Якщо Орік і Пуленк у цілому поділяли ідеї Кокто, то Онеґґер тяжів до німецького романтизму, а я - до середземноморської лірики. Я рішуче відкидав усяку спільність естетичних теорій і розглядав їх як обмеження, як нерозумні пута, гальмо, що сковує уяву художника, що повинен знаходити для кожного свого нового твору свої (і часом навіть протилежні) засоби вираження. Однак, справу було зроблено і опиратися стало марно! Стаття Колле одержала настільки широку популярність, що група "Шести" була створена і я входив до неї незалежно від того, хотів я цього чи ні. А оскільки це вже відбулося, ми й вирішили давати "Концерти Шістки"...[2] |
У тому ж дусі висловлював свою думку і Франсіс Пуленк:

| «Ще кілька слів про «Шістку»... Ця група при своєму виникненні під час війни не мала ніяких інших цілей, крім чисто дружнього, а зовсім не ідейного об'єднання. Потім, потроху, у нас склалися також і загальні ідеї, що міцно зв'язали нас, такі, як, наприклад - неприйняття всього розпливчастого (антиімпресіонізм), повернення до мелодії й контрапунктів, до чіткості, простоти і так далі...» [3] |
Рішучіше й раніше за всіх формулює своє ставлення до «загальних принципів» й ідеології «Шістки» найбільш незалежний та самостійний з її учасників, Артур Онеґґер. Ще 1924 року він висловив у своїй статті, що відповідає на рецензію в «Times» усього кілька слів, які повністю відбивають його ставлення до групи, учасником якої він сам був:

| «... наша група - це асоціація не однодумців, а друзів, так що "Півень й Арлекін" Кокто ніколи не був нашим спільним прапором. У нас не було й немає ніякої єдиної естетики!» |

## Діяльність групи
Спільні акції «Шістки» були нечисленні. У 1921 році вони опублікували «Альбом Шістки» (фр. L'Album des six) — збірник п'єс для фортепіано соло, що включав здобутки всіх шести композиторів. У тому ж році п'ятеро композиторів із шести (крім Дюрея, що поїхав із Парижа в той момент) брали участь у роботі над музикою до балету «Одружені на Ейфелевій вежі» (фр. Les Mariés de la Tour Eiffel) на лібрето Кокто. Надалі учасники Шістки працювали індивідуально й зустрілися всі разом тільки через тридцять років.